# Henry Winnington
Henry Jeffreys Winnington (* 1795; † 1873) war ein britischer Politiker.

## Leben
Henry Winnington war ein Sohn von Edward Winnington, 2. Baronet und dessen Frau Anne, einer Tochter von Thomas Foley, 1. Baron Foley. Er hatte vier Brüder, unter anderem Thomas, den späteren 3. Baronet, und fünf Schwestern. Der britische Rear Admiral Herbert Frederick Winnington-Ingram war der Sohn seines Bruders Edward Winnington-Ingram.
Als sein Cousin Thomas Foley 1833 als 4. Baron Foley Mitglied des House of Lords wurde und damit seinen Sitz im House of Commons aufgeben musste, wurde Henry Winnington bei der daraus resultierenden Nachwahl zu seinem Nachfolger bestimmt. Winnington vertrat den Wahlkreis Worcestershire Western bis 1841 im britischen Unterhaus.